# Eesti otsib superstaari
Eesti otsib superstaari (letteralmente, l'Estonia sta cercando una superstar) è un talent show estone trasmesso sulla rete televisiva TV3. Si tratta della versione estone del programma inglese Pop Idol e ha debuttato in Estonia nel 2007 diventando immediatamente un programma di successo.
L'obbiettivo del programma è quello di scoprire nuovi talenti canori livello nazionale per mezzo di audizioni e performance dal vivo e lanciarli nel mondo della musica. Il destino dei cantanti dipende dal pubblico da casa, che tramite televoto può votare il proprio cantante preferito ed evitare che questo venga eliminato. Il programma è dotato di tre giudici che commentano le performance dei concorrenti; gli attuali tre giudici sono: il cantante, chitarrista, critico musicale e giornalista Mihkel Raud, il compositore e pianista Rein Rannap e la cantante pop Maarja-Liis Ilus (Quest'ultima è entrata dalla terza edizione in sostituzione di Heidy Purga).
Il programma ha avuto numerosi conduttori, sempre diversi per ogni stagione: La prima edizione ha avuto alla conduzione Aigi Vahing e Jüri Nael, la seconda Ott Sepp e Märt Avandi, la terza Ithaka Maria e Tanel Padar e infine Evelin Pang e Hele Kõrve nella quarta.

## Edizioni
- Prima edizione (2007)
- Seconda edizione (2008)
- Terza edizione (2009)
- Quarta edizione (2011)